# Aleksandr Muratov
Aleksandr Muratov (Leningrado, 15 febbraio 1952) è un regista sovietico.

## Filmografia parziale

### Regista
- Moonzund (1987)
- Kriminal'nyj kvartet (1989)
- ...Po prozvišču 'Zver' (1990)